# 詹姆斯·凱恩
詹姆斯·凱恩（James Mallahan Cain，1892年7月1日—1977年10月27日），美國作家和記者。詹姆斯·凱恩通常與美國犯罪小說的硬漢形象連結在一起，也是其創造者之一。他的犯罪小說是許多成功電影的藍本。

## 著作
- 《郵差總按兩次鈴》
- 《雙重賠償》